# 2014年跨年夜上海外滩陈毅广场踩踏事件
2014年跨年夜上海外滩陈毅广场踩踏事件發生于2014年12月31日23时35分时许跨年活动的踩踏事故，地點在中國上海市黄浦区外滩陈毅广场之台阶处，造成36死、49傷（13重傷） 。2015年1月21日上海市政府通報調查結果和黨政務處分。

## 地点
事故发生于陈毅广场至观景台的台阶上。外滩观景台紧贴黄浦江修建，有近30米宽，1.5公里长，从陈毅广场上至观景台需要步行登上3－4米的台阶。事故发生后，协警和公安民警在陈毅广场下临时搭起了急救场。

## 起因与经过
事故发生前外滩地区人流量超过100万人、超出该地区人流容量上限（30万人）达3倍多，目击者表示当时人口密度平均达到每平方米6－7人，秩序并不理想。外滩观景平台的人流的对冲被认为是事件的主要原因，但造成大规模人流对冲的原因仍不清楚。

### 灯光秀
事故前3年的灯光秀活动在陈毅广场举行，但這次卻安排在北京东路以北的外滩源壹号楼，两地距离0.5公里，但没有有效告知民众。踩踏发生前几天，当地《新闻晨报》称不确定外滩的跨年庆祝活动是否取消，不确定是否还有“灯光秀”，市、区的相关部门仍在商议。黄浦区人民政府转移灯光秀的目的是减缓中山东一路及周边区域的交通压力。因23时未看到灯火表演，在观景台的部分人群准备离开，但被堵在楼梯处。大部分目击者对只看到跨年的10秒倒计时而感到费解。
由于往年外滩的灯光秀活动，使得上海市管理当局必须对外滩及其周边道路进行全面管制，禁止车辆通行。跨江渡轮也因此双向停航，地铁南京东路站封站。这些措施使得跨年活动后的人群疏散较为困难。将活动移至外滩源后，使得道路封闭的区域减小了。
陈毅广场的观景台有警察控制流量。但警察只在北侧通往平台的台阶执勤，而右侧台阶警方没有站起人墙。据称，观景平台上非常拥挤，已有人晕倒。

### 人流对冲
2014年12月31日23时30分许，灯光秀即将开始，此时后排有游客想至前排获得更好观景角度，同时又有人群想离开观景平台，造成了场地拥挤和人流对冲。23时34分，有游客开始摔倒，情势开始失去控制。嘈杂的现场淹没了呼救声。事后据亲身经历的人讲述，事发现场的人流量非常大，人们拥挤在一起，难以脱身，随后便发现有女生晕倒并出现多人推搡，互相踩踏。
23时40分许，站在台阶墙上的人们一起呼喊“往后退”。平台上的人们意识到了事故的发生后，下流趋势逐渐停止。

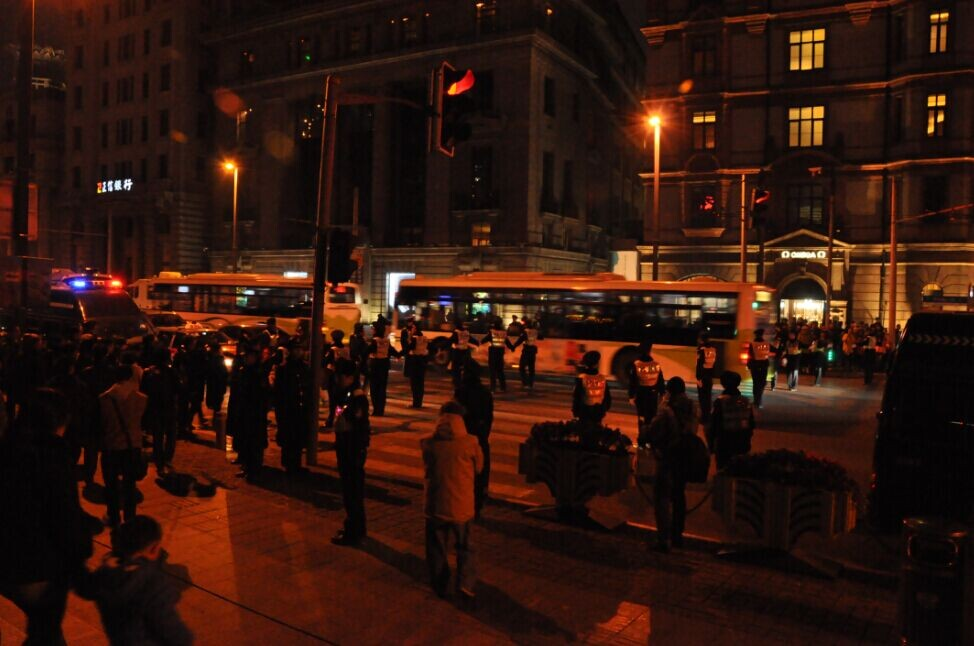
2015年1月2日晚，武警维持秩序中的外滩街景

### 代金券传言
事件发生后，有目击者称在与事故现场相隔一条马路的麦加利银行大楼三楼窗口，有人在往窗外撒形似美元纸币的代金券，且这些纸张随风飘到了观景台现场，从而引发了大规模的人群骚动。有网民指斥相关当事人造成人群踩踏事故；后遭到该当事人的否认，并称警方已介入调查。而上海市公安局於2015年1月1日晚上22时18分於官方新浪微博公佈調查結果，指當晚23时47分外灘18號附近确有數十張疑似紙張飄落，不过仅引發少數群眾撿拾，所以未發現人群擠壓。从时间上此事發生在擁擠踩踏事件之後。最终警方认定这与踩踏事件无关。

## 伤亡
2014年12月31日23时50分左右，楼梯口上端腾出了一些空间，人们开始互相救助。在场的警察作出了反应，进行了疏散人群、救治伤员的工作。23时55分，警察与群众用人墙围起了空间以处置伤员和令救护车通过。
据调查部分伤亡者身份目前已经查明。先前查明的35名遇难者中有男性10名、女性25名，伤者多是青年学生。上海市相关高校已经紧急展开学生核查工作。据上海市政府发布的首批32名遇难者名单，遇难者中年龄最小者仅12岁，外籍死者包括1名中华民国人和1名马来西亚人，遇難者中還包括復旦大學、華東師范大學、華東政法大學等高校學生。伤者中包括3名台湾籍人士和1名马来西亚籍人士。伤者多为胸部、脊柱和头部受伤，或骨折或皮肤擦伤。
事发后，上海长征医院收治伤员16人，上海市第一人民医院13人，瑞金医院9人，黄浦区中心医院8人。抢救在6时30分左右告一段落。49名傷員中有13名重傷，截至2015年1月23日上午11点，累計有47名傷員經診治後出院，2名重傷員繼續在院治療，其一生命體徵還不平穩。
2015年1月4日，36名死者已全部查清身份並已公布，其中男性10人，女性26人。

### 賠償
黃浦區政府的踩踏事件工作組於2015年1月21日晚上九點半，在黄浦区新闻办微博“上海黄浦”公布死者家屬賠償金額。遇難者家屬將獲撫慰金80萬元，其中，50萬元為政府救助撫慰金，30萬元為幫扶金。

## 调查結果與處分
2015年1月21日早上11時，上海市政府新聞辦在城市规划馆召開記者會，公佈調查結果；事件被定性為一起對群眾性活動預防準備不足、現場管理不力、應對處置不當而引發的擁擠踩踏並造成重大傷亡和嚴重後果的公共安全責任事件。
調查報告敘述事件發生過程：當晚23時23-33分，事發階梯處上下人流不斷對衝後在階梯中間形成僵持，繼而形成「浪湧」。23時35分，僵持人流向下的壓力陡增，造成階梯底部有人失衡跌倒，繼而引發多人摔倒、疊壓，致使擁擠踩踏事件發生。
調查報告指出，對事發當晚外灘風景區特別是陳毅廣場人員聚集的情況（報告估計事件發生時，在外灘風景區有約31萬人），黃浦區政府和相關部門領導思想麻痹，嚴重缺乏公共安全風險防範意識，對重點公共場所可能存在的大量群眾聚集風險未作評估，預防和應對準備嚴重缺失，事發當晚預警不力、應對措施不當，並歸結為下列五大原因：
1. 除夕倒數活動變更與聚集安全風險缺乏高度重視與評估。
2. 除夕倒數活動變更信息宣傳公告嚴重不及時。
3. 外灘風景區及南京路沿線只布置350名民警、108名城管和輔助人員、100名武警，安保人員配置嚴重不足。
4. 事件發生時，黃浦公安分局指揮中心未嚴格落實上海市公安局指揮中心工作要求（每半小時上報群眾流量監測情況），也未及時向黃浦區委政府總值班室報告。黃浦公安分局也未報請黃浦區政府發布預警，控制事態發展。
5. 現場警力配備明顯不足之下，黃浦公安分局只對警力作部分調整，未向上海市公安局提出增援需求。上海市公安局對黃浦公安分局處置措施不當指導監督不到位。

調查報告建議，對11名黨政幹部處分。
1. 中共黃浦區委書記周偉：撤銷黨內職務（職位由原閘北區委書記翁祖亮接任）
2. 中共黃浦區委副書記、黃浦区区长彭崧：撤銷黨內職務、行政撤職（職位由原上海市城鄉建設和管理委員會主任湯志平接任）
3. 黄浦区副区长、黃浦公安分局局長周正：撤銷黨內職務、行政撤職
4. 黃浦區副區長（分管旅游工作）吳成：黨內嚴重警告、行政降級
5. 黃浦公安分局副局長陳琪：撤銷黨內職務、行政撤職
6. 黃浦公安分局局長助理兼指揮處處長陳榮霖：行政記過
7. 黃浦區市政管理委员会主任、区城管行政執法局局長徐文虎：行政記過
8. 黃浦區旅遊局局長孫忠明：行政記過
9. 黄浦区市政管理工作委员会调研员、外灘風景區管理辦公室負責人周順國：行政記過
10. 上海市公安局指揮部副主任（分管指揮中心）陈昌俊：行政記大過
11. 上海市公安局指揮中心主任余志豪：行政記大過

報告建議責成黃浦區政府向市政府作出深刻檢查。
另外，黃浦區區委領導周偉、彭崧、吳成三人在事件發生當晚參加新年倒計時活動後，在事發現場附近的空蟬餐廳公款吃喝，違反中央八项规定精神，社會影響十分惡劣，與踩踏事件一併處理；公款吃喝事件並對以下七名官員處分：
1. 上海市社會工作黨委書記孫甘霖：黨內警告
2. 黃浦區副區長曹金喜：黨內警告
3. 黃浦區政府黨組成員陳靖：黨內警告
4. 黃浦區區委辦公室主任田作慶：黨內嚴重警告處分，並免職
5. 黃浦區區政府辦公室主任楊奕：黨內警告
6. 黃浦區區委辦公室副主任楊國威：黨內警告
7. 外灘投資集團黨委書記、董事長周旭民：黨內警告

## 各方回应

### 中國大陸

#### 中央政府
中共中央总书记、中国国家主席习近平和中共中央政治局常委、中国国务院总理李克强分别要求减少人员伤亡、全力救治伤员、加强安全措施、做好善后工作、抓紧调查原因、精心组织安排、确保节日期间民众生命财产安全。

#### 上海市政府
事故发生当晚，上海市人民政府成立了工作组。工作组由市长杨雄领导，上海市、黄浦区政府各部门参加，设医疗、调查、善后、舆情四个小组进行分工。中共上海市委书记韩正和上海市长杨雄等在事故当晚赴现场查看，到医院看望慰问伤员，并召开紧急会议。2015年1月1日上午，中共上海市委、上海市政府召开紧急会议，部署各项善后工作和全市面上安全防范工作；韩正表示要及时准确发布救治、善后等信息安定人心，要梳理全市各类大型活动的安排情况，停止一些活动，同时要彻查事件原因、吸取教训；市长杨雄在会议上部署了救治和善后工作。
2015年1月1日中午，黄浦区人民政府公布处置接待电话以应对此次事件。

### 台灣

#### 海基会与海协会
財團法人海峽交流基金會（海基會）於事發後第一時間致電海峽兩岸關係協會（海協會）向上海方面表達關心、哀悼與慰問，並瞭解是否有臺灣民眾傷亡。海協會通報三名女性於現場的一死兩傷之傷亡情況後，海基會表示已聯繫並協助家屬赴中國大陸處理善後事宜。

## 后续与影响

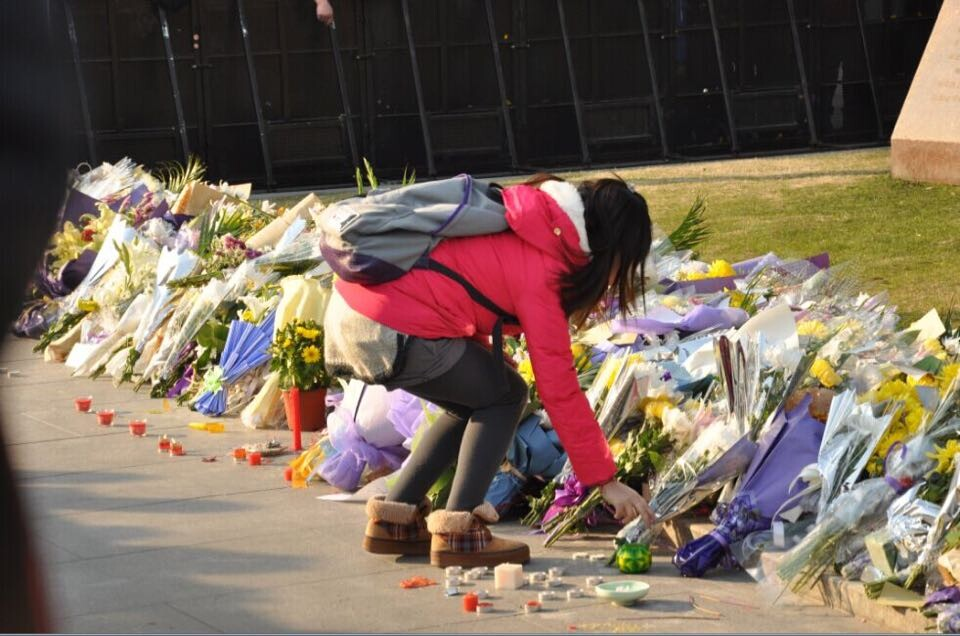
一女孩正为事故遇难者献花

2015年1月1日早晨，有部分上海市民自发前往事发地献鲜花。事故发生数日内，陆续有伤者出院，重伤者也逐步脱离危险，从事故中脱险的游客也对上海市民和上海市人民政府给予的帮助表示感谢。
据报道，出于安全因素，原定于2015年1月1日举行的上海中心亮灯秀取消。上海市政府在1月1日取消2015年元旦举行的所有跨年活动，同日下午16時上海地铁宣布由當天16:20起至結束運營前，2、10号线南京東路站臨時封站，不上下客，停止進出站及換乘服務。一年一度的古猗园元宵灯会也因此次事件的影响，园方决定取消2015年的元宵灯会。而2015年方塔园和豫园的元宵灯会亦同时取消。
由于元旦所有跨年活动均被取消，因此元旦当日，上海广播电视台旗下频道播出的节目亦不得不作出调整。
部分大型展覽因此而延期甚至取消，包括樱桃小丸子25周年上海博覽展（延期）及林俊杰2015时线世界巡回演唱会郑州站（取消）。
同时亦有部分城市掀起学习急救知识的热潮。

## 争议
事件发生后各大新闻门户网站、上海市人民政府新闻办公室官方新浪微博与微信「上海发布」、东方早报旗下澎湃新闻网均在第一时间发布事故情况，但次日如《东方早报》等纸质媒体报道滞后性引发对于传统媒体新闻更新情况的议论。2015年1月1日，上海本地纸质媒体里的各家「日报」均没有用显著篇幅报道。《解放日报》编辑连夜开会、彻夜不息也只能因截稿时间关系在1月1日于报章封面最底下挤进约100字左右快讯，《文汇报》亦如是，而《东方早报》则更因出版时间较早，沒有更動版面加入信息。虽然如此，但仍有不少不明纸媒运作的民众依旧质疑上海媒体的反应，甚至质疑是否故意采用形如“豆腐块”的小篇幅进行报道，其中包括一些新兴媒体的专业人士。但当日下午，《新民晚报》率先以大篇幅报道事故，並以黑報頭發行。
2015年1月5日，西北大学现代学院在网站上发布了“上海节日踩踏惨剧不幸证明我院对节日管理无比正确”的声明，但這一聲明引起各界的批評。

## 图集

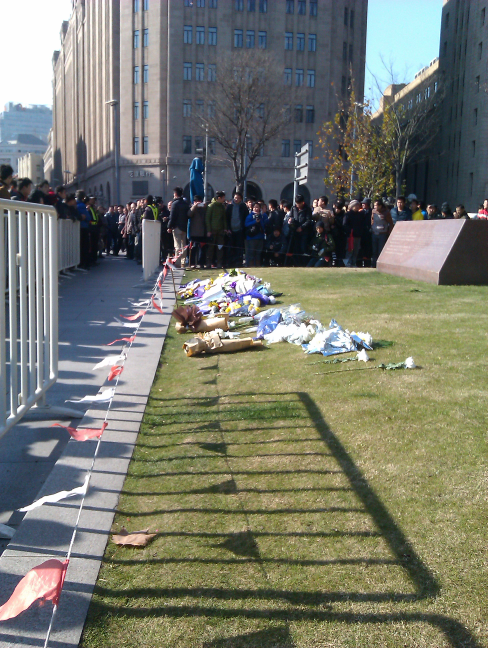
2015年1月1日民众在陈毅广场前进行的哀悼活动
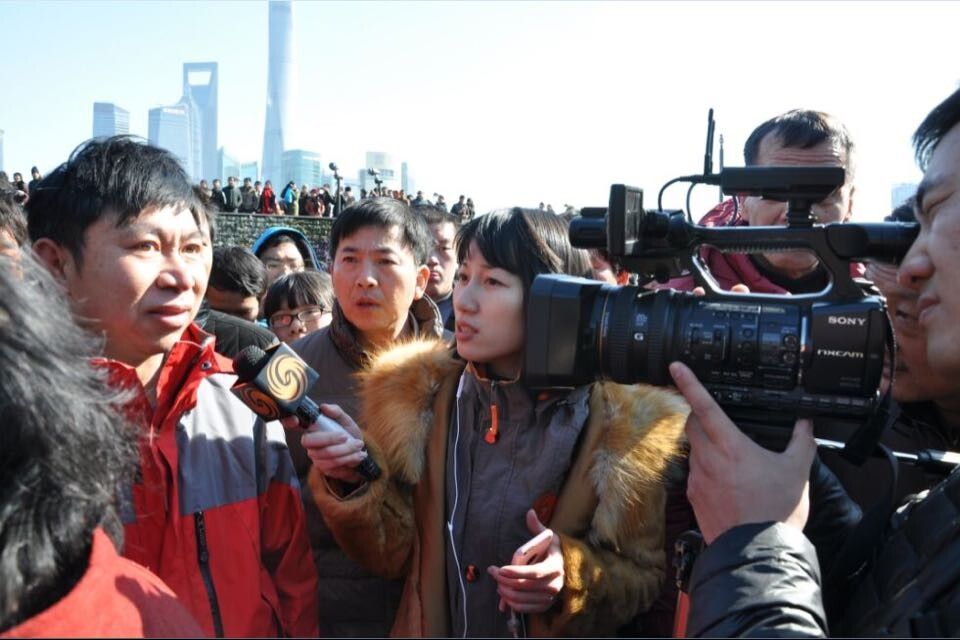
凤凰卫视记者在现场采访
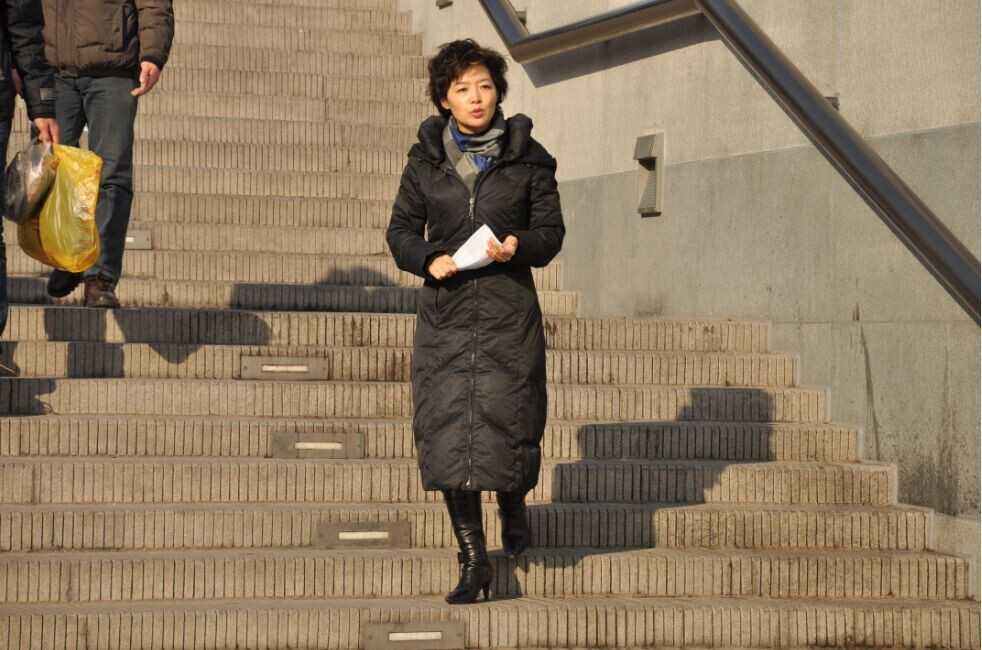
上海电视台“七分之一”栏目的记者訾力超，在事发现场的台阶前进行节目录制。

## 外部連結
- 上海市人民政府
  - . 上海市人民政府.   [2015-01-21]. （原始内容存档于2015-01-21）.
  - .   [2015-01-21]. （原始内容存档于2015-01-21）.

- 中共上海市紀委通報對黃浦區部分幹部違反中央八項規定精神問題的
  - .   [2015-01-21]. （原始内容存档于2015-01-21）.
  - .   [2015-01-21]. （原始内容存档于2015-01-21）.

新闻专题（简体中文）
- 新華网：.   [2015-01-01]. （原始内容存档于2016-03-04）.
- 人民网：.   [2015-01-01]. （原始内容存档于2016-03-04）.
- 東方网：.   [2015-01-01]. （原始内容存档于2015-01-01）.
- 央視新聞：.   [2015-01-01]. （原始内容存档于2015-04-14）.
- 財新网：.   [2015-01-01]. （原始内容存档于2015-07-13）.
- 鳳凰网：.   [2015-01-01]. （原始内容存档于2015-01-01）.
- 財經网：.   [2015-01-01]. （原始内容存档于2015-01-05）.
- 新浪网：.   [2015-01-01]. （原始内容存档于2015-01-09）.
- 網易：.   [2015-01-01]. （原始内容存档于2017-09-13）.

2015年1月1日部分報刊封面
- 文匯報 .   [2015-01-05]. （原始内容存档于2015-01-05）.;  (PDF).   [2015-01-05]. （原始内容 (PDF)存档于2015-01-05）.
- 東方早報 .   [2015-01-04]. （原始内容存档于2015-01-03）.]
- 新民晚報 .   [2015-01-05]. （原始内容存档于2015-01-05）.;  (PDF).   [2015-01-05]. （原始内容存档 (PDF)于2015-01-05）.